# Adolf Fredrik av Mecklenburg-Schwerin
Adolf Fredrik av Mecklenburg-Schwerin, född 10 oktober 1873, död 5 augusti 1969, var hertig av Mecklenburg, upptäcktsresande m.m.
Adolf Fredrik föddes som son till Fredrik Frans II av Mecklenburg-Schwerin. Han företog 1907-1911 forskningsresor i Tyska Östafrika och Centralafrika, vilka han publicerade i de populärt hållna skildringarna Ins innerste Afrika (1909) och Vom Kongo zum Niger und Nil (1912). 1912–1914 var han också guvernör över Togoland i tyska Västafrika.
Efter freden i Brest-Litovsk den 22 september 1918 utsågs Adolf Fredrik av ett tysk-baltiskt dominerat s.k. lantråd till statsöverhuvud över den provisoriska stat, och tilltänkta storhertigdöme under tyske kejsaren, som upprättades i Baltikum, innefattande dagens Estland och Lettland. Adolf Fredrik kom dock aldrig att acceptera utnämningen då styret redan den 28 november 1918 upphörde att fungera.
Adolf Fredrik var mellan 1926 och 1956 medlem i den Internationella olympiska kommittén, och 1949–1951 president för den tyska olympiska kommittén.

## Utmärkelser
- Riddare av Serafimerorden, 9 november 1922.[11]